# Portes Síries
Portes Síries (en llatí Syriae Portae, en grec antic Συρίαι πύλαι) també anomenades Portes d'Amanos (en grec Ἀμανίδες Πύλαι, en llatí Portae Amani), era un pas entre les muntanyes d'Amanos i la badia d'Issos que permetia el pas de Cilícia a Síria.
Ciceró diu que hi havia dos passos entre Síria i Cilícia a través de les muntanyes, tan estrets que es podien defensar amb una petita guarnició, situats a les muntanyes d'Amanos, que formaven una muralla entre els dos països. D'aquests passos, el del sud sembla ser el pas anomenat Belian, per on es podia anar d'İskenderun fins a Antioquia de l'Orontes. L'altre pas estava situat més al nord. Per aquest pas, Darios III de Pèrsia va creuar les muntanyes i va arribar a Issos, quan Alexandre el Gran l'havia abandonat. Alexandre va retrocedir i es va enfrontar al rei persa a l'anomenada Batalla d'Issos l'any 333 aC.
Modernament es va anomenar Pas de Belen, per la seva proximitat a la ciutat de Belen.